# 齐齐哈尔南站
齐齐哈尔南站位于中华人民共和国黑龙江省齐齐哈尔市龙沙区嫩江环路1号，是一等站，距齐齐哈尔站7公里，距哈尔滨站279公里，2013年7月5日开始建设，2014年10月进行联调联试，2015年8月17日随哈齐高铁开通而投入使用。

## 站房
齐齐哈尔南站由中铁十八局承建，以飞翔的丹顶鹤为主要设计元素，候车大厅顶棚图案形似丹顶鹤的羽毛；车站总投资约5亿元，占地面积5万平方米，建筑面积67962平方米，其中站房规模29957平方米，是哈齐高速铁路最大的专用车站和重要始发站，旅客最高聚集人数可达6000人。车站站房长182米，宽42米，高35米，局部三层，旅客流线为上进下出。此外车站还设有自动售取票机、自动售货机、德克士餐厅等一系列配套设施。齐齐哈尔南站设计地下一层，地上二层（局部三层），地下室部分顺接新建出站地道，旅客出站可乘电梯至齐齐哈尔市新建车站广场；地面上设一楼、二楼候车室，二楼候车室旅客可由进站天桥进站。
齐齐哈尔南站以服务台为中心并建立“爱之星”品牌班组，为需要帮助的旅客提供相应的服务。

## 站场
齐齐哈尔南站设计规模为7台14线，其中高速场5台11线，预留普速场2台3线。